# Casaques Blaves
Casaques Blaves, (Les Tuniques bleues, en l'original) és una sèrie de còmic d'humor que relata les aventures del Sergent Cornelius M. Chesterfield i el Caporal Blutch, són soldats de l'exèrcit de la Unió (del nord) oposats a l'exèrcit de Confederats (del sud), durant la Guerra Civil dels Estats Units. Més enllà de les situacions i els personatges còmics, aquesta sèrie relata els horrors de la guerra. Casaques Blaves, és el nom donat pels nadius americans a la  cavalleria dels Estats Units, especialment responsables de la protecció dels colons durant la conquesta de l'Oest i les guerres índies a l'oest americà.
Creada el 1968 a la revista Spirou pel dibuixant Louis Salvérius i el guionista Raoul Cauvin en forma d'històries curtes, aquesta sèrie passa ràpidament al format d'històries de 44 pàgines. Després de la mort de Salvérius el 1972, el dibuix va ser assumit per Lambil. La sèrie compta amb un mínim de seixanta-cinc àlbums publicats. El setembre de 2019, Raoul Cauvin va anunciar que deixava d'escriure guions per a la sèrie. El juny del 2020, Éditions Dupuis van anunciar la represa de la sèrie amb  Béka i  Munuera.
En català l'Editorial Grijalbo va publicar els àlbums titulats; Herois per força (Et pour quinze cents dollars en plus) i Fora de la llei (Outlaw).

## Visió general històrica
El títol de la sèrie fa referència a l'"abric blau", una jaqueta de color blau fosc adoptada per l'exèrcit dels Estats Units des de la Guerra de la Independència dels Estats Units, per distingir-la de Redcoats britànics. La normativa militar de 1821 el convertí en el color nacional. Els pantalons blancs d'estil europeu es van canviar el 1833 pel vestit blau clar amb una banda de colors per a oficials i sotsoficials. El vestit es va portar durant quaranta anys i marca profundament la imaginació nord-americana en el mite de La frontera (és la línia que marca la frontera per a l'assentament de poblacions d'origen europeu en el context de la conquesta de l'oest) i la pacificació de Great Plains. El primer regiment de dracs (cavalleria regular) es va crear el 1833. Va ser només després de 1870 que el blau va ser substituït gradualment pel gris, el beix, el caqui i finalment el verd oliva.

## Autors, evolució i estil
Amb dibuixos de Louis Salvérius i guió de Raoul Cauvin, la sèrie es va publicar a partir del 29 d'agost de 1968 a Le Journal de Spirou. Després el va publicar en àlbums
edicions Dupuis, del 1972 al 2019 se varen publicar seixanta-tres àlbums.
En els seus inicis era una sèrie purament còmica en què Salvérius dibuixava els personatges estilitzats i amb grans nassos. Tanmateix, a partir de l'àlbum on la narració té lloc durant la Guerra Civil, adopta un estil més realista, a parer seu, una manera de no agafar-se a la lleugera aquest tràgic episodi de la història. Quan Salvérius va morir el 1972, al bell mig de l'episodi Outlaw (rebatejat Outlaw pel llançament de l'àlbum), la sèrie la reprèn Willy Lambil que va accentuar encara més l'aspecte "semi realista" del dibuix. Per tant, aquesta tira còmica és avui el resultat d'una estranya barreja: si els dos personatges principals han mantingut els grans nassos originals, els altres personatges i els decorats es dibuixen de manera realista respectant les proporcions i eclosions per emfatitzar els volums. Tot i això, les pàgines continuen acolorides amb colors plans en la tradició estilística de la sèrie d'humor dels còmics Franco-belgues.
Aquesta mescla tan particular resulta més exitosa, ja que està al servei d'un missatge pacifista i antimilitarista la determinació i la fermesa de la condemna es destaquen millor per l'aspecte humorístic dels personatges; segons Henri Filippini, la saga és "un crit contra l'estupidesa humana".